# Rdzawa nekrotyczna pstrość czereśni
Rdzawa nekrotyczna pstrość czereśni (ang. cherry necrotic rusty mottle) – wirusowa choroba wiśni i czereśni wywołana przez wirus rdzawej nekrotycznej plamistości czereśni (Cherry necrotic rusty mottle virus, CNRMV).

## Objawy
Mogą być bardzo zmienne i zależne od warunków pogodowych, izolatu wirusa i odmiany rośliny. Chłodna wiosna po którym następuje upalne lato, często może skutkować cięższymi objawami. Czasami choroba może spowodować duże straty plonu i zamieranie chorych drzew.
Klasyczne objawy na wrażliwej, amerykańskiej odmianie czereśni ‘Sam’ to brązowe, kanciaste, nekrotyczne plamy na liściach pojawiające się 3-6 tygodni po kwitnieniu. Silnie porażone liście przedwcześnie opadają, mniej porażone pozostają na drzewie, ale z dziurami po wykruszonej nekrotycznej plamie. Mniejsze plamy mogą mieć purpurowy kolor. Jesienią wcześniej od zdrowych żółkną wzdłuż nerwów. W późniejszych stadiach infekcji pojawiają się objawy na korze w postaci płytkich martwiczych obszarów, martwicy ogólnej kory, mogą też pojawić się głębokie wżery. U dawniej porażonych drzew gałęzie stają się gołe wskutek obumierania nowych pąków na wiosnę. Porażone drzewa mają większą skłonność do uszkodzeń mrozowych. W przypadku europejskich odmian wrażliwych zakażonych wirusem, objawy pojawiają się po raz pierwszy na dojrzałych liściach w lipcu w postaci zażółcenia. Liście mają jaśniejszy, bladozielony kolor, który zmienia kolor na żółtawozielony z rdzawymi plamkami wzdłuż głównego nerwu. Stopień cętkowania zależy od izolatu choroby i odmiany i może mieć kolor od żółtego lub blado rdzawego do ciemnego czerwonawego.

## Epidemiologia
Choroba łatwo przenosi się podczas okulizacji i szczepienia, nie przenosi się jednak mechanicznie wraz z sokiem rośliny. Nie są znane wektory przenoszące wirusa CNRM, wiadomo też, że nie przenosi się wraz z pyłkiem i nasionami. Dużą rolę w jego utrzymaniu się odgrywają odmiany, u których choroba przebiega bezobjawowo, może bowiem z nich rozprzestrzeniać się podczas okulizacji i szczepienia.
Wirusa wykrywa się testem serologicznym RT-PCR.

## Ochrona
Najskuteczniejszym sposobem zapobiegania chorobie jest używanie wolnego od wirusów materiału rozmnożeniowego (zrazy, oczka i podkładki) i szybkie usuwanie zainfekowanych drzew. Terapia cieplna materiału rozmnożeniowego dała mieszane rezultaty. Z pączków zainfekowanych CNRMV (europejska odmiana wirusa) usunięto wirusy przez moczenie ich w ciepłej wodzie przez 10–13 min w 50 °C i 5 min w 52 °C. Próby wyeliminowania amerykańskiej odmiany CRMV przez trzymanie w temperaturze 38 °C przez 4 tygodnie nie udały się.